# Morpho crameri
Morpho crameri är en fjärilsart som beskrevs av Kirby 1871. Morpho crameri ingår i släktet Morpho och familjen praktfjärilar. Inga underarter finns listade i Catalogue of Life.

## Bildgalleri

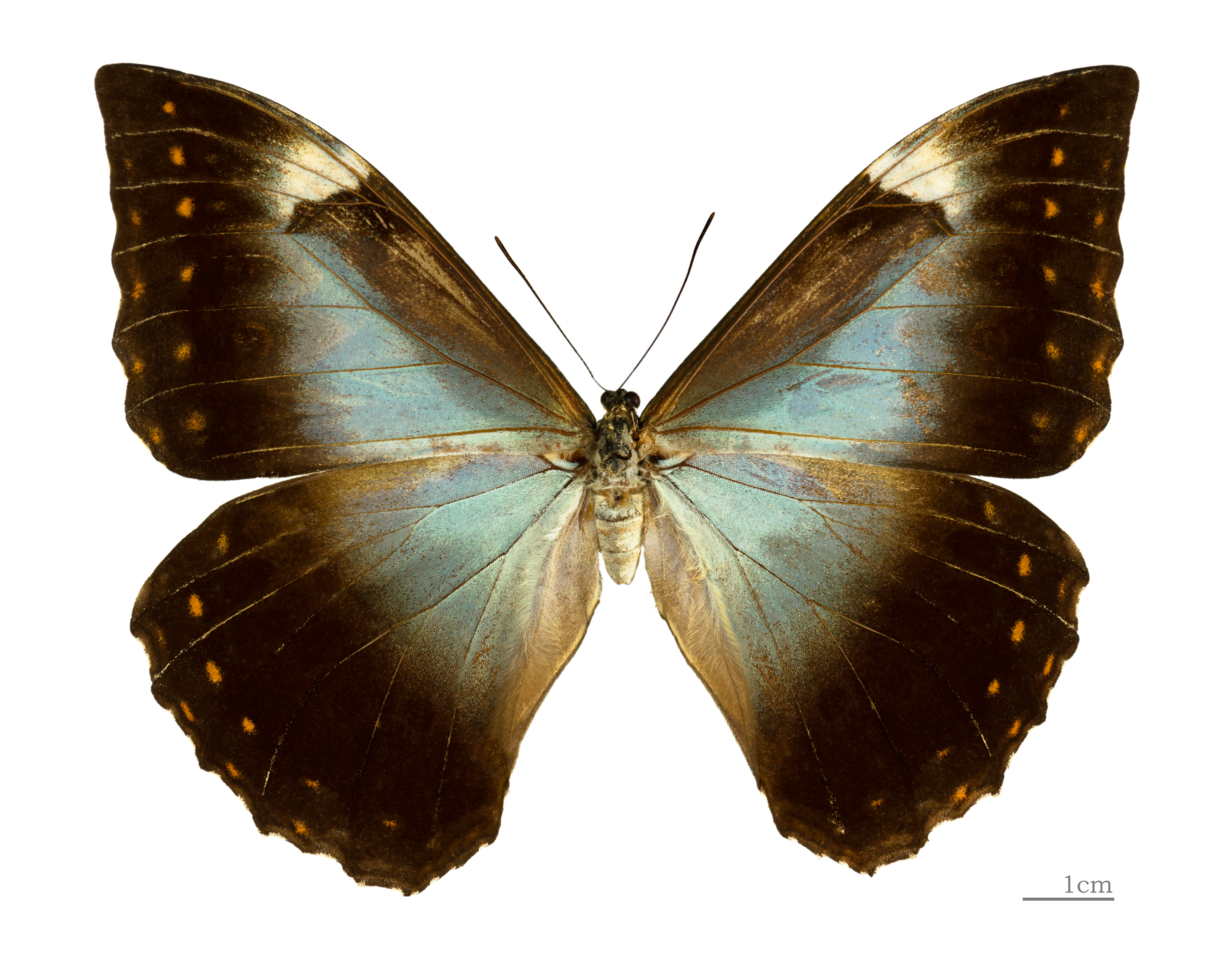